# Onychodictyon
L’onicodiction (gen. Onychodictyon) è un lobopode vissuto nel Cambriano inferiore (circa 520 milioni di anni fa). I suoi resti sono stati ritrovati in Cina, nel famoso giacimento di Chengjiang.

## Un “verme” corazzato
Simile a un verme, questo animale possedeva dieci paia di placche dorsali e un paio di appendici dalla probabile funzione sensoria (“antennae”). Prima della descrizione ufficiale, questo animale era noto come “lobopode corazzato”. Si conoscono due specie: Onychodictyon ferox, dotato di una testa con un paio di antenne poste dorsalmente e un tronco con undici paia di zampe, e Onychodictyon gracilis, il cui capo era sprovvisto di strutture visibili e con dodici paia di zampe. A causa della notevole somiglianza tra le antenne di O. ferox e quelle del lobopode Miraluolishania, si presume che le strutture fossero omologhe e che i due animali fossero strettamente imparentati. È stato proposto che le “antenne” di questi antichi abitatori dei fondali fossero omologhe alle “antennule” degli artropodi.

## Artigli per arrampicarsi
Onychodictyon ferox è uno dei fossili più rappresentativi ma anche più rari del giacimento di Chengjiang: fino al 2004 erano noti solo 15 esemplari di questo animale. Lungo al massimo sette centimetri, l'onicodiction era dotato di uno scudo con dieci paia di placche, ognuna delle quali associata a una zampa. Queste zampe erano dotate di artigli ricurvi; i paleontologi ritengono che questi artigli servissero all'animale per aggrapparsi e strisciare su altri organismi. Questo adattamento doveva essere molto simile a quello riscontrato nel lobopode Aysheaia rinvenuto a Burgess Shales in Canada, di cui l'onicodiction era un probabile parente stretto.